# Rionansa
Rionansa is een gemeente in de Spaanse provincie Cantabrië in de regio Cantabrië met een oppervlakte van 118 km². Rionansa telt 1.058 inwoners (1 januari 2016).

## Demografische ontwikkeling
Bron: INE; 1857-2011: volkstellingen